# Gordon Wilson (homme politique canadien)
Ne doit pas être confondu avec Gordon Wilson (homme politique écossais).
Gordon Wilson est un homme politique canadien.
Il est député de la circonscription de Clare-Digby à l'Assemblée législative de la Nouvelle-Écosse. Il est élu lors de l'élection générale de 2013 et réélu en 2017.
En 2019, il devient ministre de l’Environnement dans le gouvernement libéral de Stephen McNeil, succédant à Margaret Miller qui quitte le conseil des ministres à la suite de problèmes de santé.